# Michael Ring
Michael John Ring (ur. 24 grudnia 1953 w Westport) – irlandzki polityk, Teachta Dála, w latach 2017–2020 minister.

## Życiorys
W młodości uprawiał piłkę nożną, grał w zespole Westport United. Kształcił się w Westport Vocational School, pracował w zawodzie licytatora. Zaangażował się w działalność polityczną w ramach Fine Gael. Był radnym dzielnicowym (1979–2003) oraz radnym hrabstwa Mayo (1991–2003).
W wyborach uzupełniających w 1994 po raz pierwszy wybrany do Dáil Éireann. Do niższej izby irlandzkiego parlamentu z powodzeniem ubiegał się o reelekcję w 1997, 2002, 2007, 2011, 2016 i 2020. Od marca 2011 był ministrem stanu (poza składem rządu) w gabinetach Endy Kenny’ego. W czerwcu 2017 nowy premier Leo Varadkar awansował go do rangi ministra odpowiedzialnego za sprawy wspólnot i obszarów wiejskich. Stanowisko to zajmował do czerwca 2020.